# Pseudobombax cajamarcanus
Pseudobombax cajamarcanus är en malvaväxtart som beskrevs av Fern.Alonso. Pseudobombax cajamarcanus ingår i släktet Pseudobombax och familjen malvaväxter. Inga underarter finns listade i Catalogue of Life.